# Локомотив (клуб по хоккею с мячом, Оренбург)
«Локомоти́в» — российский клуб по хоккею с мячом из Оренбурга.

## История
Клуб «Локомотив» был основан в 1937 году. Принимал участие в Кубке СССР 1937 года. С 1964 года выступал во второй группе класса «А» Чемпионата СССР.
С сезона 1994-1995 играет в высшей лиге чемпионатов России. За все годы участия выше 10-го места (1994-1995) клуб не поднимался.
27 декабря 2006 года «Локомотив» установил антирекорд чемпионатов России, уступив московскому «Динамо» со счётом 0:41. Основной состав клуба не смог прибыть в Москву из Мурманска к началу перенесённого матча, и руководство было вынуждено выставить молодёжный состав.
15 июля 2011 года генеральный спонсор клуба ОАО «РЖД» официально отказался финансировать клуб, единственным спонсором и учредителем клуба остался областной спорткомитет. «Локомотив» был вынужден отказаться от участия в Суперлиге Чемпионата России и заявиться на турнир Высшей лиги.